# Templo da Pudicícia Plebeia
Templo da Pudicícia Plebeia era um templo da Roma Antiga localizado no Vico Longo (moderna Via Nazionale), no monte Quirinal, e dedicado à virtude feminina da pudicícia ("modéstia"). 

## História
Segundo Lívio, este pequeno templo, chamado sacelo, foi fundado em 296 a.C. pela patrícia Virgínia, casada com o plebeu e futuro cônsul Lúcio Volúmnio, em uma seção de sua própria residência. Este sacelo teria sido construído para se contrapor ao Templo da Pudicícia Patrícia, cuja existência incerta, provavelmente localizado no Fórum Boário, quando Virgínia foi banida por ter se casado com um plebeu. Lívio conta como o culto foi entrando em decadência e acabou quase esquecido por sua política extrema de aceitar praticamente qualquer mulher, o que contrariava o princípio da Pudicícia. Contudo, Festo, no século II, relata que o culto ainda existia.